# Claudio Escauriza
Claudio Escauriza (ur. 3 maja 1958) – paragwajski lekkoatleta, olimpijczyk. Ojciec tenisistki Lary.
Wystąpił na Letnich Igrzyskach Olimpijskich 1984 w dziesięcioboju i zajął 22. miejsce z wynikiem 6546 punktów. Zgłoszony był także do udziału w sztafetach 4 × 100 m i 4 × 400 m, jednak nie pojawił się na starcie żadnej z tych konkurencji. Na mistrzostwach świata w 1983 nie ukończył zawodów w dziesięcioboju.
Trzykrotny medalista mistrzostw Ameryki Południowej. W 1981 został srebrnym medalistą (6702 pkt.), a w 1979 i 1985 zdobył brązowe medale (odpowiednio: 6791 i 6599 pkt.). W 1983 zdobył brązowy medal mistrzostw ibero-amerykańskich w skoku o tyczce (4,30 m).
Po zakończeniu kariery zawodniczej został trenerem. Jego podopiecznym był m.in. paragwajski oszczepnik Fabián Jara.
Ustanowiony w 1982 rekord życiowy Escauriza w dziesięcioboju: (6943 pkt.) w 2024 nadal był rekordem Paragwaju.